# Travessia nedant al Port de Barcelona
La Travessia nedant al Port de Barcelona, també coneguda com Travessia al Port de Barcelona, és una prova tradicional de natació, que es disputa anualment a Barcelona dins del marc de les Festes de la Mercè.
Se celebrà per primera vegada el 1926 i fou organitzada pel Club Natació Atlètic. El primer campió fou Ramon Artigas i l'any següent la guanyà el campió alemany August Heitmann, que donà rellevancia internacional a la prova. Des d'aleshores s'ha celebrat anualment amb l'excepció del parèntesi de la Guerra Civil espanyola (1937-38) i la pandèmia de COVID-19 a Catalunya (2020). Des de l'any 1992 és organitzada pel Club Natació Atlètic-Barceloneta, fruit de la fusió del Club Natació Atlètic i del Barceloneta Amateur Club.
La prova es celebra al Moll de Bosch i Alsina i s'hi disputen diferents proves segons la categoria d'edat, des de benjamí a l'absoluta, i distància, des de 400 m a 5 km. Forma part del Circuit català de travessies d’estiu, la Copa Catalana de Fins, la Copa d’Espanya d’Aigües Obertes i la Copa d'Europa d'Aigües Obertes.

## Palmarès
| Edició | Any  | Vencedors de la prova masculina absoluta | Vencedors de la prova masculina absoluta | Vencedors de la prova masculina absoluta | Vencedores de la prova femenina absoluta | Vencedores de la prova femenina absoluta | Vencedores de la prova femenina absoluta | refs. |
| Edició | Any  | Guanyador                                | Club                                     | Temps                                    | Guanyadora                               | Club                                     | Temps                                    | refs. |
| ------ | ---- | ---------------------------------------- | ---------------------------------------- | ---------------------------------------- | ---------------------------------------- | ---------------------------------------- | ---------------------------------------- | ----- |
| I      | 1926 | Ramon Artigas                            | CN Atlètic                               |                                          |                                          |                                          |                                          |       |
| II     | 1927 | August Heitmann                          |                                          |                                          |                                          |                                          |                                          |       |
| III    | 1928 | Ramon Artigas                            | CN Atlètic                               |                                          | Maria Aumacellas                         | CN Barcelona                             |                                          |       |
| IV     | 1929 | Ramon Artigas                            | CN Atlètic                               |                                          | Maria Aumacellas                         | CN Barcelona                             |                                          |       |
| V      | 1930 | Ramon Artigas                            | CN Atlètic                               |                                          |                                          |                                          |                                          |       |
| VI     | 1931 | Ramon Artigas                            | CN Atlètic                               |                                          |                                          |                                          |                                          |       |
| VII    | 1932 | Ramon Artigas                            | CN Atlètic                               |                                          | Josefina Torrens                         | Club Femení i d'Esports                  |                                          | [ 4 ] |
| VIII   | 1933 | Vicenç Olmos                             | CN Barceloneta                           |                                          |                                          |                                          |                                          |       |
| IX     | 1934 |                                          |                                          |                                          |                                          |                                          |                                          |       |
| X      | 1935 |                                          |                                          |                                          |                                          |                                          |                                          |       |
| XI     | 1936 | Vicenç Olmos                             | CN Barceloneta                           |                                          |                                          |                                          |                                          |       |
| XII    | 1939 | Vicenç Olmos                             | CN Barceloneta                           |                                          |                                          |                                          |                                          |       |
| XIII   | 1940 | Josep Prats                              | CN Barcelona                             |                                          | Enriqueta Soriano                        | CN Barcelona                             |                                          | [ 5 ] |
| XIV    | 1941 |                                          |                                          |                                          | Enriqueta Soriano                        | CN Barcelona                             |                                          | [ 5 ] |
| XV     | 1942 |                                          |                                          |                                          | Enriqueta Soriano                        | CN Barcelona                             |                                          | [ 5 ] |
|        | 1943 | Vicenç Olmos                             | CN Barceloneta                           |                                          |                                          |                                          |                                          |       |
|        | 1944 |                                          |                                          |                                          | Avel·lina Lacasa                         | CN Barcelona                             |                                          | [ 6 ] |
|        | 1945 |                                          |                                          |                                          | Avel·lina Lacasa                         | CN Barcelona                             |                                          | [ 6 ] |
|        | 1946 | Santiago Esteva                          | CN Reus Ploms                            |                                          | Enriqueta Soriano                        |                                          |                                          | [ 5 ] |
|        | 1947 | Santiago Esteva                          | CN Reus Ploms                            |                                          |                                          |                                          |                                          |       |
|        | 1948 | Francesc Castillo                        | CN Barcelona                             |                                          | Enriqueta Soriano                        | CN Barcelona                             |                                          | [ 5 ] |
|        | 1949 | Santiago Esteva                          | Reus Deportiu                            |                                          |                                          |                                          |                                          |       |
|        | 1950 |                                          |                                          |                                          |                                          |                                          |                                          |       |
|        | 1951 |                                          |                                          |                                          |                                          |                                          |                                          |       |
|        | 1952 |                                          |                                          |                                          | Elena Azpelicueta                        | CN Barcelona                             |                                          | [ 7 ] |
|        | 1953 |                                          |                                          |                                          |                                          |                                          |                                          |       |
|        | 1954 |                                          |                                          |                                          | Elsa Helbolzheimer                       | CN Barcelona                             |                                          |       |
|        | 1955 |                                          |                                          |                                          |                                          |                                          |                                          |       |
|        | 1956 |                                          |                                          |                                          |                                          |                                          |                                          |       |
|        | 1957 |                                          |                                          |                                          |                                          |                                          |                                          |       |
|        | 1958 |                                          |                                          |                                          | Carmen Santamaría                        | CN Barcelona                             |                                          | [ 8 ] |
|        | 1959 |                                          |                                          |                                          |                                          |                                          |                                          |       |
|        | 1960 |                                          |                                          |                                          |                                          |                                          |                                          |       |
| XCII   | 2019 |                                          |                                          |                                          |                                          |                                          |                                          |       |
| XCIII  | 2021 |                                          |                                          |                                          |                                          |                                          |                                          |       |
| XCIV   | 2022 |                                          |                                          |                                          |                                          |                                          |                                          |       |
| XCV    | 2023 | Eduard Mannanov                          | CN Metropole                             | 58:20                                    | Jimena Pérez                             | FCN                                      | 1:03:09                                  | [ 9 ] |